# Прелюдії op. 23 (Рахманінов)
Preludia op. 23 — цикл 10 прелюдій для фортепіано Сергія Рахманінова, створений 1901 року незабаром після одруження. Вперше виконані 1903 року, в лютому прелюдії fis-moll, B-dur і g-moll, інші пізніше.

## Список
прелюдії тривають від 2 до 5 хвилин.
- 1. Fis-moll (Largo)
- 2. B-dur (Maestoso)
- 3. D-moll (Tempo di minuetto)
- 4. D-dur (Adagio)
- 5. G-moll (Alla marcia)
- 6. Es-dur (Andante)
- 7. C-moll (Allegro)
- 8. As-dur (Allegro vivace)
- 9. Es-moll (Presto)
- 10. Ges-dur (Largo)

## Нотні приклади

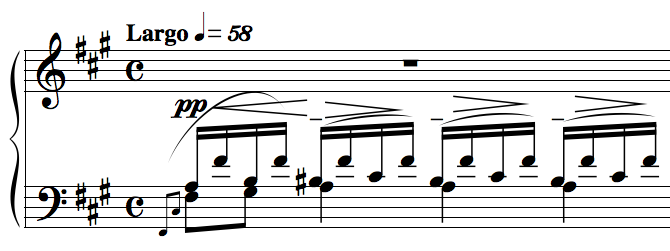
Фа-дієз мінор
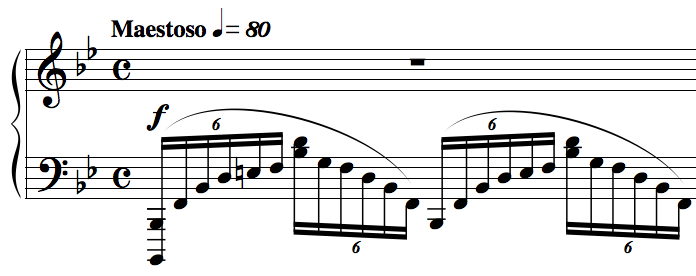
Сі-бемоль мажор
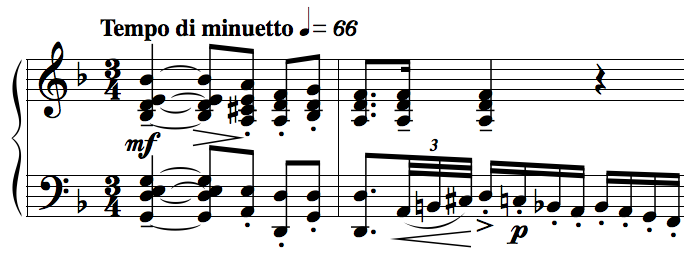
Ре мінор
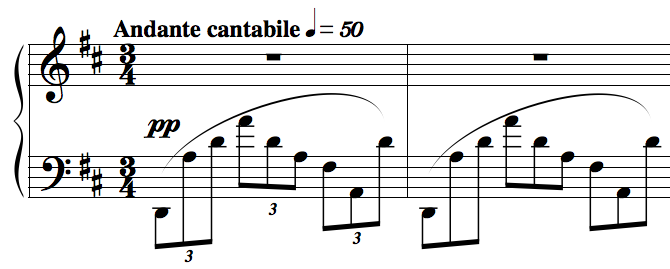
Ре мажор
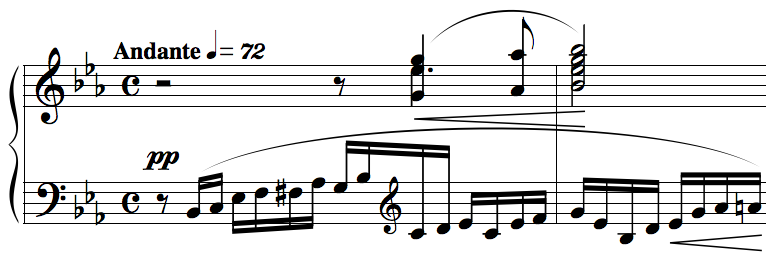
Соль мінор
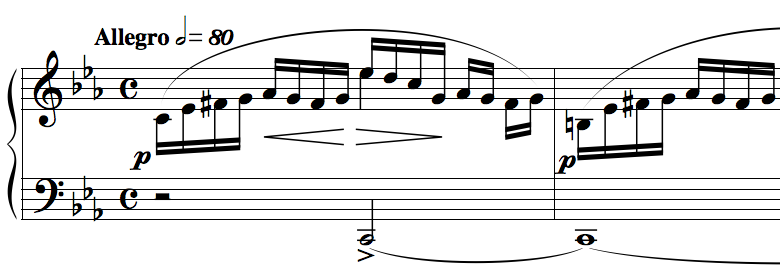
Мі-бемоль мажор
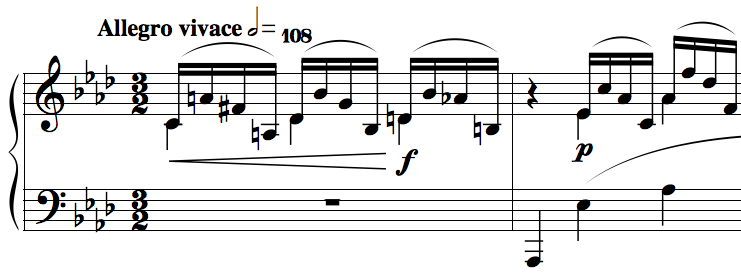
До мінор
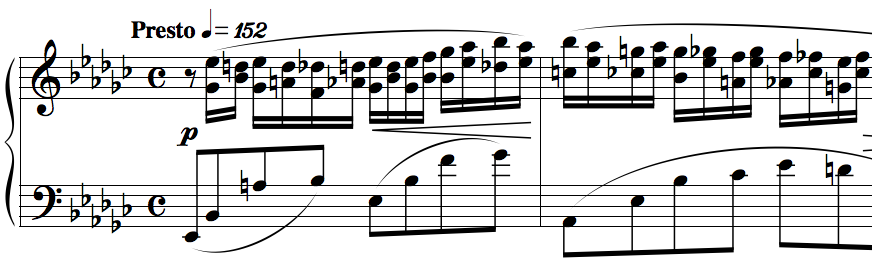
Ля-бемоль мажор
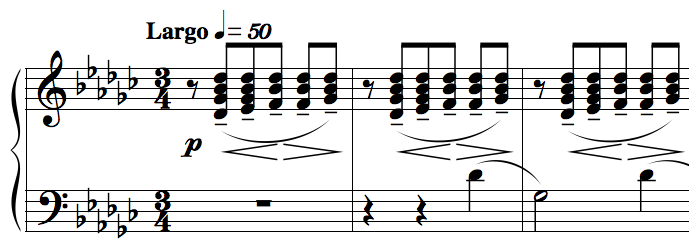
Соль-бемоль мажор